# Griechische Blindschleiche
Die Griechische Blindschleiche (Anguis graeca) ist eine Reptilienart aus der Familie der Schleichen und lebt im südlichen Teil der Balkanhalbinsel.

## Merkmale
Die Griechische Blindschleiche ähnelt stark der Westlichen Blindschleiche. Sie hat einen beinlosen, langgestreckten Körper. Manchmal ist eine kleine äußere Ohröffnung erkennbar, in der Körpermitte können meist 26–28 Schuppenlängsreihen gezählt werden. Die Männchen sind oberseits gräulich, hellbräunlich oder rötlich-braun gefärbt. Manche Tiere haben kleine dunkelblaue Flecken auf dem Rücken. Die Weibchen haben eine helle, bräunliche Oberseite, die sich von den dunklen Flanken absetzt. Über die Mitte läuft meist eine dunkle Linie, die auch als feine Doppellinie ausgebildet sein kann. Jungtiere sind oberseits sehr hell, weißlich bis blass gelblich, golden oder silbergrau und mit einer schmalen, schwarzbraunen Mittellinie. Auf dem Kopf befindet sich häufig ein tropfenförmiger, dunkelbrauner Fleck.
Da die Art nach molekularbiologischen Methoden wegen ihrer genetischen Distanz zu anderen Arten abgegrenzt wurde, gibt es bislang keine genauen Angaben über die morphologischen Unterscheidungsmerkmale. Die Bestimmung der Art erfolgt am sichersten nach dem Fundort.

## Verwechslungsarten
In der nördlichen Peloponnes kommt die Art stellenweise gemeinsam mit der Peloponnes-Blindschleiche vor, die durch eine gezackte Längslinie im vorderen Teil der Körperseiten von der Griechischen Blindschleiche unterschieden werden kann. Bei der Westlichen Blindschleiche ist die Ohröffnung in der Regel äußerlich nicht sichtbar und die Anzahl der Schuppenlängsreihen in der Körpermitte ist mit 24–26 im typischen Fall geringer.

## Verbreitung
Die Griechische Blindschleiche kommt in den Ländern Griechenland, Albanien, Nordmazedonien, Montenegro und Kosovo vor. In Griechenland wird sie im Süden der Peloponnes und auf den Inseln Kefalonia und Zakynthos von der Peloponnes-Blindschleiche abgelöst und östlich des 24. Längengrades von der Westlichen Blindschleiche.

## Lebensraum
Von Meeresspiegelhöhe bis über 1600 m über NN am Olymp. Die Art bewohnt bevorzugt Wiesen und Waldränder in leichter Hanglage mit Versteckmöglichkeiten. Aber auch strandnahe Pinienwälder, Olivenhaine und Steinterrassen werden besiedelt.

## Lebensweise
Je nach Lokalklima ist die Art von März bis November aktiv. Die Paarungen finden von April bis Mai statt. Die Fortpflanzungsbiologie und das Verhalten entsprechen dem der Westlichen Blindschleiche.

## Gefährdung
Da die Art bis 2010 noch als Unterart der Westlichen Blindschleiche galt, ist über ihre Gefährdung noch wenig bekannt. In der Roten Liste Nordmazedoniens wird die Art als nicht gefährdet (least concern) eingestuft.